# Lubenia
Lubenia è un comune rurale polacco del distretto di Rzeszów, nel voivodato della Precarpazia.
Ricopre una superficie di 54,77 km² e nel 2004 contava 6 433 abitanti.